# خدانامهم‌دانی

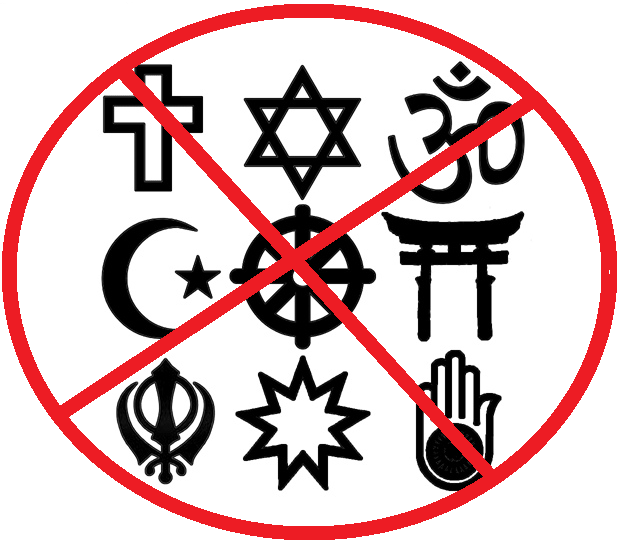
بی خدایی

خدانامهم‌دانی، اپاتئیسم یا بی‌خدایی عمل‌گرا (به انگلیسی: Apatheism)، به معنای بی‌اهمیت بودن و همچنین، بی‌تفاوت بودن، نسبت به وجود یا عدم وجودِ خداست.
اپاتئیست، کسی است که به پذیرش یا ردّ وجود یا عدم وجود خدا، علاقه‌ای ندارد. از نظر اپاتئیسم، مسئله وجود خدا در زندگی روزمرّه انسان، بی‌اهمیت و نامربوط است؛ چرا که چندین سال بحث و گفتگو بر سر این مسئله، هرگز، نه وجود خدا را اثبات کرده‌است و نه عدم وجودش را.
ندانم‌گرایی عمل‌گرا (به فرانسوی: agnosticisme pragmatique) نیز، تأیید می‌کند که هزاران سال بحث در مورد این مسئله، هیچ‌گاه نتوانسته‌است وجود یک خدا یا حتّی خدایان متعدّد را رد کند یا به اثبات برساند. این دیدگاه، نتیجه‌گیری می‌کند که حتّی در صورت وجود یک یا چند خدا، به نظر نمی‌رسد آن‌ها نسبت به سرنوشت بشر، علاقه‌ای داشته باشند. یک بی‌خدای عمل‌گرا، بر این باور است که اگر اثبات وجود خدا امکان‌پذیر باشد، رفتار آن‌ها تغییری نخواهد کرد. به‌طور مشابه اگر هم کسی، عدم وجود خدا را اثبات کند، این مسئله، هیچ تأثیری بر رفتار آن‌ها نخواهد گذاشت.

## اصول
1. بی‌تفاوت‌ها فعالانه به دنبال بحث یا مناظره مذهبی نیستند یا از آنها اجتناب می‌کنند.
2. بی‌تفاوت‌ها نسبت به ادعای وحی یا معجزات الهی بی‌تفاوت هستند.
3. بی‌تفاوت‌ها به هیچ آموزه یا جزمی مذهبی اعتقاد ندارند.
4. بی‌تفاوت‌ها نماز نمی‌خوانند، در مراسم مذهبی شرکت نمی‌کنند و مناسک مذهبی را رعایت نمی‌کنند.
5. بی‌تفاوت‌ها ادعا نمی‌کنند که خدا وجود دارد یا وجود ندارد.
6. بی‌تفاوت‌ها تصمیمات اخلاقی و اخلاقی خود را بر اساس آموزه‌های دینی قرار نمی‌دهند.
7. بی‌تفاوت‌ها ممکن است احتمال زندگی پس از مرگ را بپذیرند یا نپذیرند.
8. بی‌تفاوت‌ها نیازی به کسب رضایت معنوی یا روشنگری احساس نمی‌کنند.
9. بی‌تفاوت‌ها علاقه ای به تلاش برای تبدیل دیگران به عقاید یا عدم آن ندارند.
10. بی‌تفاوت‌ها بی‌خدایی را به‌عنوان یک نظام اعتقادی نمی‌دانند، بلکه بیشتر آن را به‌عنوان فقدان باور می‌دانند.
11. بی‌تفاوت‌ها در رابطه با مفاهیم یا نهادهای دینی احساس هیبت، شگفتی یا ترس ندارند.
12. بی‌تفاوت‌ها جهان را محصول خلقت یا دخالت الهی نمی‌دانند.
13. بی‌تفاوت‌ها خدا یا خدایان را به خاطر رویدادها یا شرایط زندگی خود سرزنش یا اعتبار نمی‌دانند.
14. بی‌تفاوت‌ها برای حل مشکلات یا مقابله با چالش‌ها بر دعا یا ایمان تکیه نمی‌کنند.
15. بی‌تفاوت‌ها به خاطر عدم اعتقاد به خدا یا خدایان احساس گناه یا شرم نمی‌کنند.
16. بی‌تفاوت‌ها از ندانستن منشأ یا هدف نهایی وجود راحت هستند.
17. بی‌تفاوت‌ها ارتباط خاصی با میراث مذهبی یا فرهنگی خاصی احساس نمی‌کنند.
18. بی‌تفاوت‌ها از جانب کسانی که اعتقادات مذهبی قوی دارند احساس خطر نمی‌کنند.
19. بی‌تفاوت‌ها ممکن است در مورد اعمال و اعتقادات دینی کنجکاو باشند، اما هیچ اهمیت شخصی برای آنها قائل نباشند.
20. بی‌تفاوت‌ها در عدم اعتقاد به خدا یا خدایان احساس فقدان یا پوچی نمی‌کنند.